# 小倉隆史
小倉隆史（1973年7月6日—），已退役日本足球運動員，前日本國家足球隊成員，前任名古屋鯨魚主教練。

## 俱樂部生涯
中学时代因为年龄问题，小倉隆史没有参加世界大赛的机会。学生时代唯一有名的是四日市工业高校时代和中西永辅、中田一三并称「四中工三羽烏」，那时他们赢得了全国高校大赛冠军。
1992年进入名古屋鲸鱼，在联赛杯获得出场机会。当时小仓10场比赛进了5球，成为备受关注的球员，而小仓却在之后的一个赛季选择转会荷乙的鹿特丹精英队。到了荷兰，小仓在联赛打进15球。
经过2次手术，小仓成功复出，并在阿森纳主帅温格和名将斯托伊科维奇的努力下，帮助名古屋鲸鱼拿下了首个冠军（天皇杯）。
然而，之后小仓又受困于外侧韧带的伤势，前往荷兰接受手术。世界杯后1998年8月，小仓以一个漂亮的倒钩进球完成自己的复出。
2000年，小仓转会千叶市原，不过依旧是伤病度过了一个赛季。2001年，小仓转会东京绿茵，帮助球队保级成功。2002年，小仓去了刚降级日乙的札幌冈萨多，虽然未能帮助球队升级，但小仓的状态开始回升。此时俱乐部减少投入，陆续将主力球员送走。
2003年，小仓本有转战荷兰的机会，最终未能如愿。在赛季中加入了甲府风林，10球成为球队最佳射手，帮助球队拿到了历史最佳排名（第5），之后一个赛季被选为副队长，2005赛季球队升上日职，但小仓隆史却因伤病未能再度出现在日职的赛场上。
2006年2月在帮助甲府风林升级后，因长期的伤病问题退役。现在是足球解说员，同时也是TBS电视台《超级足球》节目的主持人之一。

## 國家隊生涯
1994年，当时奥运队主帅看中了小仓把他从荷兰招了回来，结果当时的国家队主帅法尔考破格提拔了小仓，在麒麟杯对澳洲的下半场比赛中让他上了场，之后是小仓在国家队一个重要的进球（也是唯一的进球），那是在麒麟杯上小仓打进了日本对法国的首个进球（法国队进球的有若尔凯夫、帕潘、吉诺拉以及名将黑崎久志的乌龙球）。这时小仓由于在国家队的出色表现，小仓被视为国奥队的王牌，然而在马来西亚集训的时候，由于头球后落地不稳造成右膝十字韧带断裂。

## 外部連結
- National Football Teams （页面存档备份，存于）
- Japan National Football Team Database （页面存档备份，存于）
- 日本職業足球聯賽中的Player statistics （日語）
- J联赛中的Manager statistics（日語）